# کردمحله (فومن)
{{جعبه اطلاعات روستای ایران
|نام‌رسمی=کردمحله
|روی‌نقشه=
|عرض‌جغرافیایی=
|طول‌جغرافیایی=
|تصویر=
|اندازه‌تصویر=
|برچسب‌تصویر=
|استان=گیلان
|شهرستان=فومن
|بخش= بخش مرکزی
|دهستان=گشت (فومن)
|نام‌محلی=
|نام‌های‌دیگر=
|نام‌های‌قدیمی=
|سال‌بنیاد=
|جمعیت= ۲٬۱۸۲ نفر
|رشدجمعیت=
|تراکم‌جمعیت=
|زبان=
|مساحت=
|ارتفاع=
|میانگین‌دما=
|میانگین‌بارش‌سالانه=
|شمارروزهای‌یخبندان=
|کد آماری    =۰۱۳۰۳۱
|ره‌آورد=
|پیش‌شماره=
|وب‌گاه=
|جمله‌خوشامد=
|پانویس=
کردمحله ، روستایی از توابع بخش مرکزی شهرستان فومن در استان گیلان ایران است.

## جمعیت
این روستا در دهستان گشت قرار دارد و براساس سرشماری مرکز آمار ایران در سال ۱۳۸۵، جمعیت آن ۲٬۱۸۲ نفر (۵۷۰خانوار) بوده‌است.
دارای مردمانی خونگرم و مهمان نواز است.